# Sudáfrica en los Juegos Olímpicos de Los Ángeles 1932
Sudáfrica estuvo representada en los Juegos Olímpicos de Los Ángeles 1932 por un total de 12 deportistas que compitieron en 4 deportes.  
El portador de la bandera en la ceremonia de apertura fue el atleta Harry Hart.

## Medallistas
El equipo olímpico sudafricano obtuvo las siguientes medallas:
| Nombre           | Deporte   | Competición        |
| ---------------- | --------- | ------------------ |
| Oro              |           |                    |
| Lawrence Stevens | Boxeo     | Ligero (61,2 kg) M |
| David Carstens   | Boxeo     | Pesado (79,4 kg) M |
| Plata            |           |                    |
| —                |           |                    |
| Bronce           |           |                    |
| Marjorie Clark   | Atletismo | 800 m F            |
| Ernest Peirce    | Boxeo     | Medio (72,6 kg) M  |
| Jenny Maakal     | Natación  | 400 m libre F      |